# 金海路街道
金海路街道，是中华人民共和国河南省周口市川汇区下辖的一个乡镇级行政单位。

## 行政区划
金海路街道下辖以下地区：
朱庄社区、前进社区、新村社区、孙咀村、张埠口村、周套楼村、彭新庄村、党庄村、下口村和郭庄村。